# スウェーデン・カンプチア友好協会
スウェーデン・カンプチア友好協会(Sweden–Kampuchea Friendship Association、SKFA、スウェーデン・カンプチアゆうこうきょうかい)とは、かつてスウェーデンに存在した民主カンプチアとの友好協会である。

## 歴史
スウェーデン在住の毛沢東主義者らによって、1976年に設立された。当時のスウェーデン共産主義労働者党を筆頭とする、親中・親クメール・ルージュ勢力の影響を受けている。

### 1978年の民主カンプチア訪問
1978年8月、同協会のメンバーから代表団が結成され、民主カンプチアを訪問した。ガンナー・ベルグストローム(Gunnar Bergström)ら5名からなる代表団は2週間にわたり現地に滞在し、ポル・ポトやイエン・サリとの会談を行った。
ベルグストロームは、2019年にサウスチャイナ・モーニング・ポストの取材に答え、ポル・ポトの印象について、「会談は事務的かつ形式的であり、強い印象を残さなかった」こと、また「彼は人々が示唆するほど気が狂っているようには思えなかった」と述べている。
　代表団はクメール・ルージュのガイドの案内によってカンボジア国内を視察し、「適切に運用されている」病院・工場・学校・病院などの公共施設(ポチョムキン村)、シアヌークビルの港で大量のコメが船積みされ中国へと輸出される(飢餓輸出)光景などを目にした。ベルグストロームは一方で、ゴースト・タウンと化したプノンペンの様子や、船に乗って児童労働に従事する子供の様子を見て「若干の不信感」を覚えたと述べている。

### その後
1979年1月のベトナム軍プノンペン侵攻、およびヘン・サムリン政権の成立に伴い、クメール・ルージュが行った数々の虐殺・残虐行為が明らかになると、ベルグストロームをはじめとする一部メンバーは新聞紙面で自らの誤りを認めて自己批判し、協会を脱退した。協会は1980年に活動を停止したとされる。
元メンバーのうち、自らの誤りを認めたガンナー・ベルグストロームは2008年にカンボジアを再訪し、当時の生存者に対してクメール・ルージュのプロパガンダに加担したことを謝罪した。ベルグストロームはその後も幾度かカンボジアを再訪しており、ポル・ポト政権当時の記憶がない若いカンボジア人学生に対して「非人道的政権の復活を防ぐために歴史から学ぶ」ことの重要性を説く活動を行っている。
一方で、ヤン・ミュルダールをはじめとする一部の元会員は、現在に至るまでクメール・ルージュの諸政策を擁護し続けている。